# Adélaïde de Souza

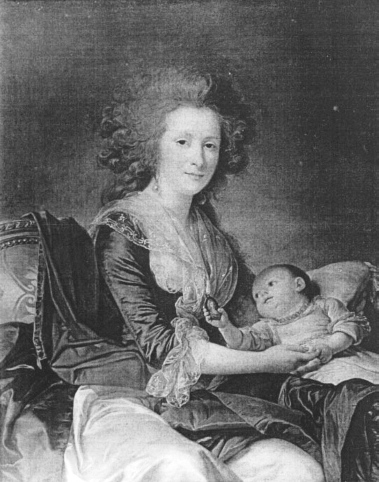
Madame de Flahault mit Sohn, kurz nach 1785 porträtiert von Adélaïde Labille-Guiard

Adélaïde de Souza (geboren als Adélaïde-Marie-Émilie Filleul am 14. Mai 1761 in Paris; gestorben ebenda am 19. April 1836) war eine französische Romanschriftstellerin und Salonnière. Sie wurde aufgrund ihrer Ehen bekannt als Madame de Flahaut und als Madame de Souza-Botelho.

## Leben
Sie war die Tochter der Hofdame Irène du Buisson de Longpré, welche eine Mätresse von Ludwig XV. war. Ihre ältere Schwester war wohl auch die Tochter Ludwigs, Adélaide hingegen wird meist der Ehe Irènes mit dem bürgerlich geborenen Weinhändler Charles François Filleul aus Falaise zugeschrieben. Filleul wurde später geadelt und stieg zum königlichen Sekretär auf.
Adélaide erhielt eine Erziehung in einem Kloster und wurde als 18-Jährige am 30. Januar 1779 mit dem 53-jährigen Marquis de Flahaut (Charles-François de Flahaut de La Billarderie, 1726–1794) verheiratet. Das Ehepaar lebte zeitweise im Palais du Louvre in Paris, und als Madame de Filleul empfing Adélaide in einem bescheidenen Salon Aristokraten und Geschäftsleute aus der Finanzwelt. Eine Hauptfigur des Salons wurde der junge Abt von Périgord, der später als Bischof von Autun und als Minister Talleyrand Karriere machte. Mit ihm hatte Adélaide 1785 einen unehelichen Sohn, Charles-Joseph de Flahaut. Der Amerikaner Gouverneur Morris war ebenfalls ein Liebhaber Adélaides, und beschrieb die Affären Adélaides in seinem Tagebuch.
1792 floh Madame de Flahault angesichts der Unruhen aus Frankreich nach England, da sie sich zur konstitutionellen Partei zählte. Der Marquis de Flahault blieb zurück, wurde 1793 verhaftet und im darauffolgenden Jahr hingerichtet. Talleyrand hatte sie ebenfalls verlassen, und Madame de Flahault bestritt ihren Lebensunterhalt darum durch das Schreiben von Romanen. Das Erstlingswerk Adèle de Sénanges war autobiographisch angehaucht, erschien 1794 und wurde ihr bekanntestes Werk.
Madame de Flahault tat sich bei einem politisch motivierten Aufenthalt in der Schweiz mit dem monarchistischen General Anne-Pierre de Montesquiou-Fézensac zusammen und konkurrierte mit Félicité de Genlis um einen Platz im Gefolge von des Herzogs von Orléans, des späteren Louis-Philippe I. Durch ihre Kontakte mit Morris hatte sie einen Anteil an der Einfädelung des zeitweiligen US-Exils von Orléans ab 1796/97.
1798 kehrte sie nach Frankreich zurück und heiratete am 17. Oktober 1802 in zweiter Ehe den portugiesischen Diplomaten Dom José Maria de Souza-Botelho Mourão e Vasconcelos (1758–1825). Dom Souza-Botelho brachte aus erster Ehe ebenfalls einen Sohn mit und wurde von 1802 bis 1804 am Zarenhof eingesetzt. Danach verbrachten beide aber einen gemeinsamen Ruhestand im großen Bekanntenkreis in Paris. Ebenfalls literarisch interessiert, übersetzte Dom Souza-Botelho die Os Lusíadas. Madame de Souza widmete sich unterdessen mit großem Eifer der Erziehung ihres Enkels Charles de Morny. Aus ihrem umfangreichen Spätwerk werden die Romane Eugène de Rothelin (1808), Eugénie et Mathilde (1817), Mademoiselle de Tournon und La Comtesse de Fargy (beide 1822) für gute Charakterdarstellungen und eine ehrliche Darstellung der Verhältnisse gelobt, doch ihrem Schaffen habe es auch an Vielseitigkeit gefehlt. Nach dem Tod von Dom Souza-Botelho 1825 zog sich Madame de Souza aus der Öffentlichkeit zurück und hatte auch wenig Anteil an der wiederhergestellten Monarchie unter Louis-Philippe, die sie privat kritisierte. La Duchesse de Guise erschien 1831.